# Skjoldnæs Fyr
Skjoldnæs Fyr er et fyrtårn, opført 1881, med roterende linser 310 meter fra Ærøs nordvestspids Skjoldnæs, og 6 km nordvest for Søby. Skjoldnæs fyr ligner til forveksling det 21 m høje Hammeren Fyr ved Hammerknuden, på Bornholm.

## Bygningerne
Det runde 22 meter høje tårn er bygget af fint tilhuggede bornholmsk granitsten og tegnet af ingeniøren Theodor Wedén. Inde i tårnet fører en trappe med 57 trin op til den øverste platform. Under omgangen er der rundbuede konsolbårne udkragninger og lanternen, som har trekantede glas hele vejen rundt, afsluttes af et klokkeformet kobbertag med en udluftningshætte.
Boligbygningerne er opført i rødt, blankt murværk på granitsokkel og har eternittag. Der er nyere vinduer, som er enkeltglasruder med kitfalse. Nord for fyrgården ligger mindre træbeklædte udhuse samt et maskinhus med overbygning til kystudkig.

## Teknik
Fyret var oprindelig forsynet med roterende linseapparat og 4-vægers brænder. I 1907 blev brænderen udskiftet med en glødenetsbrænder. Urværket, som før fyret blev elektrificeret, drev linseapparatet rundt, er udstillet i tårnet.
Fyrets fokushøjde er 32 meter. Den 500 watts store brænder kan ses i en afstand af ca. 20 sømil. Fyret har roterende hvidt blink. Fyrets lanterne er meget velholdt og fuldstændig intakt fra opførelsen.

## Turisme
Der er offentlig adgang til tårnet og den forhenværende fyrmesterbolig, som nu fungerer som café og klubhus for Ærø Golfklub. På det ca. 60 hektar store areal omkring fyret er der anlagt en 9-huls og 18-huls golfbane. Sydøst for golfbanen ligger sandtangen Næbbet, der strækker sig 300 m ud fra den lave klint. Fyret er godkendt til klatring og rappelling (fire sig ned med et tov). Der er etableret sikringsbolte til sportsklatring, på selve fyret.

## Galleri
- Skjoldnæs Fyr
- Skjoldnæs Fyr
- Skjoldnæs Fyr
- Skjoldnæs